# Roazhon Park
Der Roazhon Park (deutsch Rennes-Park) ist ein Fußballstadion im französischen Rennes, der größten Stadt der Bretagne. Der Fußballclub Stade Rennes trägt hier seine Heimspiele aus.

## Geschichte
Das Stadion wurde am 15. September 1912 unter dem Namen Stade de la Route de Lorient eingeweiht. Eine Vergrößerung erfolgte 1999 und wurde fünf Jahre später abgeschlossen. Seitdem beträgt die Kapazität 29.778 Sitzplätze. Zur Einweihung des neuen Stadions fand dort am 16. September 2004 das Freundschaftsspiel zwischen Frankreich und Bosnien-Herzegowina (Ergebnis: 1:1) statt. Am 2. Juni 2007 fand dort erstmals auch die ansonsten im Stade Louis-Fonteneau in Nantes gefeierte Keltische Nacht  (Nuit celtique) statt.
Einen Zuschauerrekord gab es am 20. August 2005 mit 29.490 Gästen bei einem Spiel zwischen Stade Rennes und Olympique Marseille.
Zur Saison 2015/16 wurde das Stadion umbenannt. Dazu hatte der Verein seinen Anhängern drei Optionen zur Auswahl gestellt, über die diese zehn Tage lang abstimmen konnten: Roazhon Park, Roazhon Celtic Park oder Stade des Hermines. Roazhon ist der bretonische Name von Rennes; die Hermines (Hermelin-Symbole) sind dort das wichtigste nationale Erkennungszeichen, die sich beispielsweise auch in der Flagge der Bretagne finden.
Am 12. Juni 2015 wurde als Ergebnis verkündet, dass sich 70 Prozent für den Namen Roazhon Park entschieden hatten. Das Stadion wurde in den Vereinsfarben (z. B. Sitze und Schilder) von Stade Rennes ausgestattet und mit einem Freundschaftsspiel am 1. August 2015 gegen den FC Turin eingeweiht.

## Spiele der Fußball-Weltmeisterschaft der Frauen 2019 in Rennes
Die Fußball-Weltmeisterschaft der Frauen 2019 ist mit sieben Partien zu Gast in Rennes.
|                              |   |                     |           |
| 8. Juni 2019, Gruppe B       |   |                     |           |
| Deutschland                  | – | Volksrepublik China | 1:0 (0:0) |
| 11. Juni 2019, Gruppe F      |   |                     |           |
| Chile                        | – | Schweden            | 0:2 (0:0) |
| 14. Juni 2019, Gruppe D      |   |                     |           |
| Japan                        | – | Schottland          | 2:1 (2:0) |
| 17. Juni 2019, Gruppe A      |   |                     |           |
| Nigeria                      | – | Frankreich          | 0:1 (0:0) |
| 20. Juni 2019, Gruppe F      |   |                     |           |
| Thailand                     | – | Chile               | 0:2 (0:0) |
| 25. Juni 2019, Achtelfinale  |   |                     |           |
| Niederlande                  | – | Japan               | 2:1 (1:1) |
| 29. Juni 2019, Viertelfinale |   |                     |           |
| Deutschland                  | – | Schweden            | 1:2 (1:1) |